# Contipark Parkgaragengesellschaft

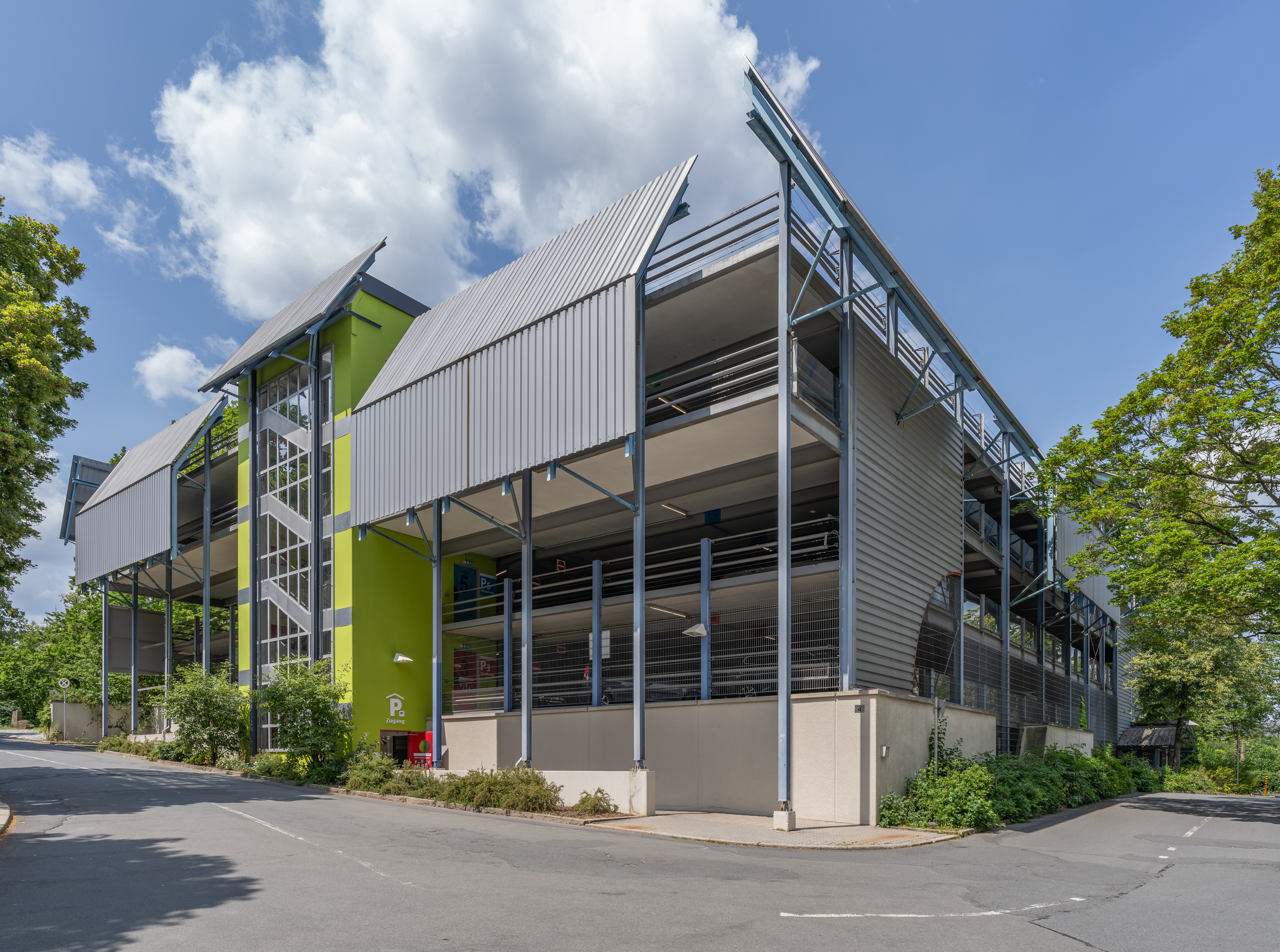
Ein CONTIPARK-Parkhaus in Hof (Saale)

Die Contipark Parkgaragengesellschaft mbH ist ein deutscher Parkraumbewirtschafter mit Sitz in Berlin. Das Unternehmen hat Tochterunternehmen in Österreich.
Die Contipark Parkgaragengesellschaft mbH ist eine 100%ige Tochter der belgischen Interparking und wurde 1967 in Berlin gegründet. Das erste Parkhaus befand sich im Europa-Center, einem Wahrzeichen des damaligen West-Berlins. Contipark ist mit einem Jahresumsatz von 165 Millionen Euro einer der größten deutschen Parkraumbewirtschafter. Das Unternehmen bewirtschaftet mit 1100 festangestellten Mitarbeiterinnen und Mitarbeitern in Deutschland und Österreich rund 550 Objekte mit rund 130.000 Stellplätzen in mehr als 190 Städten (Stand 2017).
Laut Auto Bild ist Contipark in Berlin, Hamburg, München, Köln, Kaiserslautern und Jena der kostengünstigste Anbieter (Stand Mai 2019).

## Zusammenarbeit DB BahnPark und Contipark
Seit 2005 betreibt Contipark (49 %) zusammen mit der DB Station&Service AG (51 %), das Gemeinschaftsunternehmen DB BahnPark GmbH. Contipark ist seitdem grundsätzlich für die Bewirtschaftung der beschrankten und unbeschrankten Parkeinrichtungen der DB BahnPark GmbH zuständig.

## Geschichte
Am 27. November 1967 erfolgte die Gründung der Contipark Parkgaragen GmbH in West-Berlin. Bereits 1975 wurde die Geschäftstätigkeit mit der Eröffnung der Altstadtgarage im Mönchsberg in Salzburg nach Österreich ausgeweitet. Ein wichtiger Meilenstein folgte dann 1978: die Übernahme des Parkgeschäfts von Shell Deutschland.
Schon 1983 wurde bei Contipark ein in sich geschlossenes Abrechnungs- und Kontrollsystem eingeführt. Im deutschen Wiedervereinigungsjahr 1990 konnten von der Deutschen Fina und der Deutschen BP insgesamt 41 Parkeinrichtungen übernommen werden.
2003 kam es zur Einführung des ersten ERP-Systems und 2004 wird die "Berlin-City-Leitwarte" eingerichtet.
Gemeinsam mit der Deutschen Bahn wurde 2005 die DB BahnPark gegründet. Die Einführung der P-Card zur ticketlosen und bargeldlosen Nutzung der Contipark-Objekte konnte 2007 realisiert und 2009 die erste E-Ladesäule in Berlin in einem Parkhaus aufgestellt werden.
Schließlich erfolgt 2010 auch die Eröffnung der ersten Steuerleitzentrale in Österreich. Mit dem Bau und der Eröffnung des Parkhauses des Universitätsklinikums Jena wurde Mitte 2016 das erste eigene Bauprojekt von Contipark abgeschlossen.